# Cinnamomum breedlovei
Cinnamomum breedlovei là loài thực vật có hoa trong họ Nguyệt quế. Loài này được (Lundell) Kosterm. miêu tả khoa học đầu tiên năm 1988.